# Пыжово (Вологодская область)
Пыжово — упразднённая деревня в Великоустюгском районе Вологодской области России.

## География
Урочище находится в северо-восточной части области, в подзоне средней тайги, на правом берегу реки Воздвиженки, вблизи места впадения в неё реки Пыжовки, к северу от деревни Перемилово на расстоянии примерно 5 километров (по прямой) к северо-западу от города Великий Устюг, административного центра района.

### Климат
Климат характеризуется как умеренно континентальный, с холодной продолжительной зимой и умеренно тёплым летом. Среднегодовая температура воздуха — +1,5 °C. Средняя температура воздуха самого холодного месяца (января) — −13,8 °C (абсолютный минимум — −48 °С), средняя температура самого тёплого (июля) — +16,8 °С (абсолютный максимум — +38 °С). Годовое количество атмосферных осадков составляет около 673 мм, из которых около 445 мм выпадает в тёплый период. Снежный покров держится в течение 166 дней.

## История
По данным 1914 года, в деревне проживало 67 человек (28 мужчин и 39 женщин). В административном отношении входила в состав Крестовоздвиженского сельского общества Нестеферовской волости Велико-Устюгского уезда. Упразднена не позднее 1973 года.